# Ludíkov
Ludíkov är en ort i Tjeckien.   Den ligger i regionen Södra Mähren, i den östra delen av landet, 180 km öster om huvudstaden Prag. Ludíkov ligger 611 meter över havet och antalet invånare är 289.
Terrängen runt Ludíkov är platt åt sydost, men åt nordväst är den kuperad. Runt Ludíkov är det ganska tätbefolkat, med 78 invånare per kvadratkilometer. Närmaste större samhälle är Blansko, 12,0 km sydväst om Ludíkov. I omgivningarna runt Ludíkov växer i huvudsak blandskog.